# Hieracium antecursorum
Hieracium antecursorum es una especie de planta con flor del género Hieracium, de la familia Asteraceae, orden Asterales.

## Distribución
Hieracium antecursorum se distribuye por Rusia europea y Siberia.

## Taxonomía
Fue descrita científicamente por R. N. Shlyakov. Fue publicada en Arktichesk. Fl. SSSR 10: 371 (1987).